# مسجد جلیل خیاط
مسجد جلیل خیاط یک مسجد سنی اسلامی در اربیل کردستان عراق و بزرگترین در شهر است. مسجد توسط جلیل خیاط که در سال ۲۰۰۵ درگذشت شروع شد و در سال ۲۰۰۷ توسط پسرانش به یاد پدران کامل شد.
سبک مسجد یادآور مسجد محمدعلی در قاهره و مسجد سلطان احمد استانبول است. این مسجد به‌عنوان زیباترین محوطهٔ داخلی مسجد ارجاع می‌شود. شرکت ساخت‌وساز خیاط می‌گوید که ساختمان مسجد بر معماری اسلامی دوران عباسی، به جز گنبد که مربوط به معماری عثمانی است، تکیه دارد. ارتفاع گنبد اصلی ۴۸متر و قطر آن ۲۰متر است، با چهارمناره و دوازده ربع مناره در اطراف آن. مسجد ۱۵هزار متر مربع است و تا ۱۵۰۰ تا ۲۰۰ نفر شخص را می‌تواند جای دهد.